# Pearl Harbor (soundtrack)
Pearl Harbor is de soundtrack van de film met dezelfde naam uit 2001, gecomponeerd door Hans Zimmer. Het album is uitgebracht op 22 mei 2001 door Hollywood Records en Warner Music.
Het nummer "There You'll Be" van Faith Hill is geschreven door Diane Warren en ook op single uitgebracht. Het orkest stond onder leiding van Gavin Greenaway. De sopraan uit de filmmuziek werd uitgevoerd door Julia Migenes. Additioneel muziek werd gecomponeerd door Klaus Badelt, Steve Jablonsky, James S. Levine en Geoff Zanelli. De nummers "Tennessee" en "Brothers" zijn de bekendste thema's uit de film. In 2002 ontving de soundtrack twee Golden Globe Award-nominaties in de categorieën: Best Original Score en Best Original Song "There You'll Be". Ook werd het nummer van Faith Hill in hetzelfde jaar genomineerd voor een Grammy Award in de Categorie: Best Song Writter for a Motion Picture, Television or Other Visual Media (Diane Warren).

## Musici
- Bruce Dukov - Viool
- Johnny Mori - Percussie
- Heitor Pereira - Gitaar
- Tim Pierce - Gitaar
- Tony Shanahan - Basgitaar
- Ira Siegel - Gitaar
- James Thatcher - Hoorn
- Martin Tillman - Cello

## Nummers
| Nr.: | Titel:                       | Duur: |
| ---- | ---------------------------- | ----- |
| 1    | There You'll Be - Faith Hill | 3:43  |
| 2    | Tennessee                    | 3:39  |
| 3    | Brothers                     | 4:04  |
| 4    | ...And Then I Kissed Him     | 5:36  |
| 5    | I Will Come Back             | 2:54  |
| 6    | Attack                       | 8:56  |
| 7    | December 7                   | 5:07  |
| 8    | War                          | 5:15  |
| 9    | Heart Of A Volunteer         | 7:04  |

## Hitnoteringen

### NederlandseAlbum Top 100
| Hitnotering: 21-07-2001 t/m 11-08-2001 | Hitnotering: 21-07-2001 t/m 11-08-2001 | Hitnotering: 21-07-2001 t/m 11-08-2001 | Hitnotering: 21-07-2001 t/m 11-08-2001 | Hitnotering: 21-07-2001 t/m 11-08-2001 | Hitnotering: 21-07-2001 t/m 11-08-2001 |
| Week:                                  | 1                                      | 2                                      | 3                                      | 4                                      |                                        |
| -------------------------------------- | -------------------------------------- | -------------------------------------- | -------------------------------------- | -------------------------------------- | -------------------------------------- |
| Positie:                               | 91                                     | 92                                     | 96                                     | 92                                     | uit                                    |

### VlaamseUltratop 100Albums
| Hitnotering: 16-06-2001 t/m 01-09-2001 | Hitnotering: 16-06-2001 t/m 01-09-2001 | Hitnotering: 16-06-2001 t/m 01-09-2001 | Hitnotering: 16-06-2001 t/m 01-09-2001 | Hitnotering: 16-06-2001 t/m 01-09-2001 | Hitnotering: 16-06-2001 t/m 01-09-2001 | Hitnotering: 16-06-2001 t/m 01-09-2001 | Hitnotering: 16-06-2001 t/m 01-09-2001 | Hitnotering: 16-06-2001 t/m 01-09-2001 | Hitnotering: 16-06-2001 t/m 01-09-2001 | Hitnotering: 16-06-2001 t/m 01-09-2001 | Hitnotering: 16-06-2001 t/m 01-09-2001 | Hitnotering: 16-06-2001 t/m 01-09-2001 | Hitnotering: 16-06-2001 t/m 01-09-2001 |
| Week:                                  | 1                                      | 2                                      | 3                                      | 4                                      | 5                                      | 6                                      | 7                                      | 8                                      | 9                                      | 10                                     | 11                                     | 12                                     |                                        |
| -------------------------------------- | -------------------------------------- | -------------------------------------- | -------------------------------------- | -------------------------------------- | -------------------------------------- | -------------------------------------- | -------------------------------------- | -------------------------------------- | -------------------------------------- | -------------------------------------- | -------------------------------------- | -------------------------------------- | -------------------------------------- |
| Positie:                               | 47                                     | 32                                     | 27                                     | 31                                     | 34                                     | 33                                     | 31                                     | 21                                     | 33                                     | 34                                     | 37                                     | 43                                     | uit                                    |

### NPO Klassiek Filmmuziek Top 200
| Pearl Harbor in de NPO Klassiek Filmmuziek Top 200 | Pearl Harbor in de NPO Klassiek Filmmuziek Top 200 | Pearl Harbor in de NPO Klassiek Filmmuziek Top 200 | Pearl Harbor in de NPO Klassiek Filmmuziek Top 200 |
| Jaar                                               | 2023                                               | 2024                                               | 2025                                               |
| -------------------------------------------------- | -------------------------------------------------- | -------------------------------------------------- | -------------------------------------------------- |
| Positie                                            | 62                                                 | 73                                                 | 69                                                 |

## Prijzen en nominaties
| Jaar | Prijs                 | Categorie                          | Genomineerde(n)                     | Uitslag     |
| ---- | --------------------- | ---------------------------------- | ----------------------------------- | ----------- |
| 2002 | Academy Award         | Beste originele nummer             | Diane Warren voor "There You'll Be" | Genomineerd |
| 2002 | Critics' Choice Award | Beste filmsong                     | Diane Warren voor "There You'll Be" | Genomineerd |
| 2002 | Golden Globe          | Beste filmmuziek                   | Hans Zimmer                         | Genomineerd |
| 2002 | Golden Globe          | Beste filmsong                     | Diane Warren voor "There You'll Be" | Genomineerd |
| 2002 | Grammy Award          | Best Song Written for Visual Media | Diane Warren voor "There You'll Be" | Genomineerd |
| 2002 | Satellite Award       | Beste filmsong                     | Diane Warren voor "There You'll Be" | Genomineerd |